# Hjärndöd musik för en hjärndöd generation
Hjärndöd musik för en hjärndöd generation è un album di studio band hard rock svedese Lillasyster. È stato pubblicato il 9 maggio 2007. L'album precedente, Sod Off, God! We Believe in Our Rockband, è stato pubblicato con il nome del gruppo Rallypack.

## Tracce[1]
1. Berätta det för Lina - 3:48
2. Kräkas - 3:24
3. Svin - 3:50
4. Hårdrock - 3:31
5. Nu har jag fått nog - 3:17
6. Barn utan ben - 4:13
7. Kometen - 3:27
8. Spänn hjälmen - 3:01
9. Stukaplan - 3:17
10. Varfördärför - 3:02

## Formazione
- Martin Westerstrand - voce
- Max Flövik - chitarra
- Daniel Cordero - basso
- Ian-Paolo Lira - batteria